# Teoria feminista

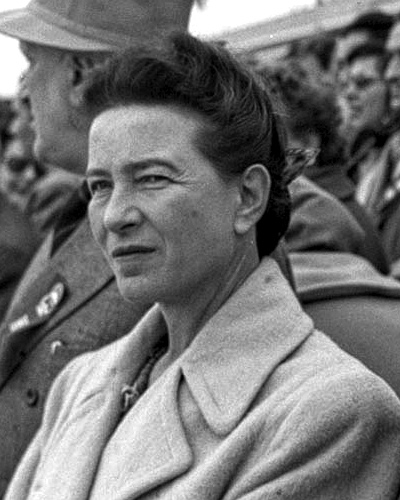
Simone de Beauvoir - Opositora da imagem da “mulher de lar”

A teoria feminista ou feminismo científico é a extensão do feminismo no discurso teórico, ficcional ou filosófico. Destina-se a compreender a natureza da desigualdade de gênero. Ele examina o papel social das mulheres, experiência, interesses, tarefas e política feminista em uma variedade de campos, tais como antropologia e sociologia, comunicação, estudos de mídia, psicanálise, teoria política,  economia doméstica, literatura, educação e filosofia.
A teoria feminista geralmente se concentra em analisar a desigualdade de gênero. Temas frequentemente explorados na teoria  feminista incluem a discriminação, a objetificação (especialmente sexual) , opressão, o patriarcado, o matriarcado, estereótipos, história da arte e arte contemporânea, e estética.

## História
Teorias feministas surgiram pela primeira vez já em 1794, em publicações tais como A Vindication of the Rights of Woman por Mary Wollstonecraft, "The Changing Woman" (A Mulher em Mudança), "Ain't I a Woman?" (Não sou eu uma mulher?),  "Speech after Arrest for Illegal Voting" (Discurso após a prisão de voto ilegal), e assim por diante. The Changing Woman é um mito Navajo que deu crédito a uma mulher que, no final, povoa o mundo. Em 1851, Sojourner Truth abordou questões de direitos das mulheres através de sua publicação, "Ain’t I a Woman". Sojourner Truth abordou a questão das mulheres que têm direitos limitados devido à percepção falha dos homens das mulheres. Truth argumentou que, se uma mulher negra pode executar tarefas que foram supostamente limitada aos homens, então qualquer mulher de qualquer cor poderia executar as mesmas tarefas. Após sua prisão por votar ilegalmente, Susan B. Anthony fez um discurso dentro de tribunal em que ela abordou as questões da linguagem dentro da constituição documentada em sua publicação, "Discurso após a prisão por voto ilegal" em 1872. Anthony questionou os princípios consagrados na constituição e sua linguagem de gênero masculino. Ela levantou a questão de por que as mulheres são responsáveis para ser punidas nos termos da lei, mas elas não podem usar a lei para sua própria proteção (as mulheres não podiam votar, nem tinham direito de propriedade). Ela também questionou por que as mulheres devem respeitar leis que não especificam as mulheres.
Nancy Cott faz uma distinção entre o feminismo moderno e seus antecedentes, em especial a luta pelo sufrágio. Nos Estados Unidos, ela coloca o ponto de viragem nas décadas antes e depois que as mulheres obtiveram o voto em 1920 (1910-1930). Ela argumenta que o movimento das mulheres antes foi principalmente sobre a mulher como uma entidade universal, ao passo que ao longo deste período de 20 anos, transformou-se em principalmente preocupado com a diferenciação social, atento à individualidade e diversidade. Novas questões tratadas mais com a condição da mulher como uma construção social, identidade de gênero e relações dentro e entre os sexos. Politicamente, isto representou uma mudança a partir de um alinhamento ideológico confortável com a direita, para um mais radical associado com a esquerda.
Susan Kingsley Kent diz que o patriarcado de Freud foi o responsável pela diminuição do perfil feminismo nos anos entreguerras, outras como Juliet Mitchell consideram que isto é demasiado simplista desde que a teoria freudiana não é totalmente incompatível com o feminismo. Alguns estudos feministas deslocaram-se da necessidade de estabelecer as origens da família, para analisar o processo do patriarcado. No pós-guerra, Simone de Beauvoir ficou em oposição a uma imagem da "mulher no lar". De Beauvoir forneceu uma dimensão existencialista ao feminismo com a publicação de Le Deuxième Sexe (O Segundo Sexo) em 1949. Como o título indica, o ponto de partida é a inferioridade implícita das mulheres, e a primeira pergunta de Beauvoir pergunta é "o que é uma mulher?". A Mulher, ela percebe que é sempre percebida como a "outra", "ela é definida e diferenciada com referência ao homem e não ele com referência a ela". Neste livro e seu ensaio, "Mulher: Mito e Realidade", Beauvoir antecipa Betty Friedan na tentativa de desmistificar o conceito masculino da mulher. "Um mito inventado pelos homens para confinar as mulheres ao seu estado oprimidos. Para as mulheres não é uma questão de afirmar-se como mulheres, mas de se tornar seres humanos em grande escala." "Não se nasce mulher, mas torna-se mulher", ou como Toril Moi coloca "uma mulher se define através da forma como ela vive a sua situação encarnada no mundo, ou, em outras palavras, através da maneira pela qual ela faz algo que o mundo faz dela". Portanto, a mulher deve recuperar seu sujeito, para escapar seu papel definido como "outra", como um ponto cartesiano de partida. Em sua análise do mito, ela aparece como aquela que não aceita nenhum privilégio especial para as mulheres. Ironicamente, as filósofas feministas tiveram que extrair de Beauvoir de fora da sombra de Jean-Paul Sartre para apreciá-la plenamente. Embora mais filosofá e romancista do que ativista, ela assinou um dos manifestos da Mouvement de Libération des Femmes.
O ressurgimento do ativismo feminista na década de 1960 foi acompanhado por uma literatura emergente de preocupações para a terra e espiritualidade, e ambientalismo. Este, por sua vez, criou um ambiente propício para reacender o estudo e debate sobre matrilinearidade, como uma rejeição do determinismo, como Adrienne Rich e Marilyn French, enquanto para as feministas socialistas como Evelyn Reed, a realização do patriarcado está associado as propriedades do capitalismo. Psicólogas feministas, como Jean Baker Miller, procurou trazer uma análise feminista às teorias psicológicas anteriores, provando que "não havia nada de errado com as mulheres, mas sim com a maneira como a cultura moderna ás viram."
Elaine Showalter descreve o desenvolvimento da teoria feminista como tendo um número de fases. O primeiro que ela chama de "crítica feminista" - onde a leitora feminista examina as ideologias subjacentes nos fenômenos literários. O segundo Showalter chama de "Ginocriticas" - onde a "mulher é produtora do sentido textual", incluindo "a psicodinâmica da criatividade feminina e linguística e o problema de uma linguagem feminina; a trajetória do indivíduo ou da carreira literária feminina coletiva e da história literária". A última fase ela chama de "teoria do gênero." - Onde a "inscrição ideológica e os efeitos literários do sistema sexo/gênero são explorados". Este modelo tem sido criticado por Toril Moi, que vê-lo como um modelo essencialista e determinista para a subjetividade feminina. Ela também criticou-o por não ter em conta a situação das mulheres fora do Ocidente. A partir de 1970, as ideias psicanalíticas que foram decorrentes no domínio do feminismo francês ganharam uma influência decisiva sobre a teoria feminista. Psicanálise feminista desconstruiu as hipóteses fálicas sobre o inconsciente. Julia Kristeva, Bracha Ettinger e Luce Irigaray desenvolveram noções específicas e relativas a diferença sexual inconsciente, o feminino e da maternidade, com amplas implicações para a análise do cinema e literatura. O feminismo científico é criticado principalmente por ser biologizante e reducionista